# Beppe Vida
Beppe G. Vida, noto anche con lo pseudonimo di Mister Luna (Cremona, ...), è un designer italiano, nella sua carriera ha spaziato nei più disparati campi creativi.
Ha anche collaborato con artisti di fama ottenendo riscontri anche in riviste specializzate d'arte e di moda. 

. Attualmente vive e lavora in Italia, a Castel San Pietro Terme (Bologna).

## Biografia
Beppe G.Vida ha svolto la sua attività concentrandosi principalmente nel design nell'arte scultorea, nell'ideazione e disegno di elementi di arredo d'interni e esterni, tappeti e tessuti coordinati.
Ha sposato, in prime nozze, la Dr. Maria Luisa Mori, psicologa, dalla quale ha avuto tre figlie; si è risposato con la scenografa designer Anna Maria Schiavina. Vedovo da diversi anni, conduce una vita appartata, dedicandosi ai suoi progetti, finalizzati a sceneggiature/scenografie; quadri e sculture.
Nel 1979, la Camera Nazionale della Moda Italiana gli ha conferito il "The Best", ritenendolo uno dei 10 uomini "più eleganti al mondo".
Nel 2010, allorché si stava dedicando alla realizzazione della sceneggiatura e della scenografia di un film da presentare al festival del cinema di Miami Florida Stati Uniti, programmato per il 2012 a firma Mister Luna, a causa di un infortunio, ha dovuto abbandonare la propria attività che ora sta lentamente riprendendo con una serie di progetti e di lavori. A questo nuovo ciclo appartiene la scultura, dedicata a Maria Immacolata, presente a Palazzo Malvasia, a Castel San Pietro Terme Bologna /Italy, Committente Monsignor Silvano Cattani per la Chiesa di S.Maria Maggiore.
Attualmente, oltre a continuare le sue opere su vetro, sta dedicandosi alla realizzazione di sculture in metallo verniciato, contando di presentarle al pubblico di New York, in una delle gallerie attualmente impegnate ad accogliere e far conoscere proposte "per l'arte che rifonda sé stessa" e che interpretano episodi contemporanei attraverso "sculture che si raccontano". In Italia, tali opere saranno esposte a Roma, presso la Galleria Cà D'Oro e a Milano alla galleria Vinciana nel 2014.

### Formazione
Laureato alla Kensigton University di Glendale (Los Angeles) in architettura con Master in Advanced Industrial Design a Perugia per la stessa università.

### Attività Artistica
Nel 1970 le sue opere di design vengono ripetutamente acquistate da Blumindel di New York, dalla galleria d'arte di Anne Tellerman sempre di New York. Nel 1971 il MOMA - Museum of Modern Art - direttore artistico Emilio Ambasz, gli richiede la poltrona Ghiro (Beppe G. Vida art director dell'industria Ny Form) per rappresentare in un contesto di artisti designer e industrie il design italiano alla manifestazione "The domestic Landscape".
Dal 1979 allestisce una serie di opere d'arte, denominate "Zodiaco". Si tratta di lavori di grandi dimensioni, opere in vetro a forte spessore che hanno ottenuto grande consenso da parte del pubblico e della critica, sorprendendo per la difficoltà che comporta la loro realizzazione, che richiede l'utilizzo di vetri particolari, di diverso colore e taglio, aspetti che le rendono, a tutt'oggi, uniche nel loro genere. I soggetti di queste opere, cioè i segni zodiacali, furono forniti a Mister Luna dall'amico Renato Guttuso, che a testimonianza del suo benestare volle apporvi la propria firma.
La prima esposizione di tali lavori ha avuto luogo nel 1980 alla Galleria "Cà D'Oro" di Roma, sita al tempo in Via Condotti prima di essere trasferita in Piazza di Spagna.
Questa mostra diede avvio, nello stesso anno, ad un'ampia attività espositiva destinata a protrarsi nel tempo, con una serie di mostre, tra le quali ricordiamo quelle realizzate alla Galleria Vinciana a Milano, alla Galleria Russo di Torino, alla Galleria La Tavolozza di Palermo, alla Galleria Brachi di Prato (Firenze) alla Galleria Ny Form, all'Arte Fiera a Bologna e alla fiera dell'arte di Bari.

### Opere di Architettura

Renato Guttuso, Renato Zangheri e Beppe Vida (Mister Luna)

A Bologna: Villa Anna -Via Roncrio, 53 / Villa Luisa - Via San Mamolo 173/2°-
Progetto per un insediamento a Yalova -Istanbul per più famiglie di circa 50 componenti, dotato di rifugio antiatomico; stazione per elicotteri con strumentazione logistica a terra; un garage per 50 autovetture. 
Progetto di un'area sportiva con campi da tennis, calcio, baseball e piscine coperte e scoperte.
Progetto per una chiesa cattolica con una grande piazza a ricordo della strage avvenuta alla stazione ferroviaria di Bologna, dal titolo "Memento 2 Agosto 1980". Il progetto, al quale partecipò Renato Guttuso, venne consegnato al sindaco di Bologna professor Renato Zangheri. La consegna ufficiale avvenne nello Studio di Guttuso piazza del Grillo a Roma. Successivamente il progetto e gli allegati, completo di dettagli tecnici per l'edificazione fu depositato con la doppia firma Mister Luna & Guttuso all'Ufficio Tecnico del Comune di Bologna dall'assessore alla cultura, prof. Concetto Pozzati insieme dall'architetto Beppe G.Vida in vista della realizzazione di un museo dove avrebbe trovato un'adeguata collocazione.

### Design, Moda e Arredo
Beppe G. Vida, con il suo nome d'arte Mister Luna, si è occupato di design realizzando tessuti, tappeti e arredi domestici e per comunità, sperimentando anche il disegno di gioielli.
Attivo anche nella nautica, ha progettato per i cantieri Magnum Marine di Miami (Florida, Stati Uniti) il modello Maltese un 53 piedi (fuori serie), denominato Day Bot Maltese Mister Luna.
Nell'ambito della moda nell'ottobre 1984 Mister Luna e un Moschino ancora agli esordi hanno presentato una Mostra d'Arte alla Galleria d'Arte Vinciana a Milano in via Gesù denominata con l'interrogativo: (?) a firma Mister Luna e Moschino. Contemporaneamente nella attigua Via Spiga veniva presentata la collezione donna primavera-estate 1985 a firma Mister Luna a una clientela internazionale riscuotendo un grande successo sia di pubblico che tra gli addetti ai lavori.

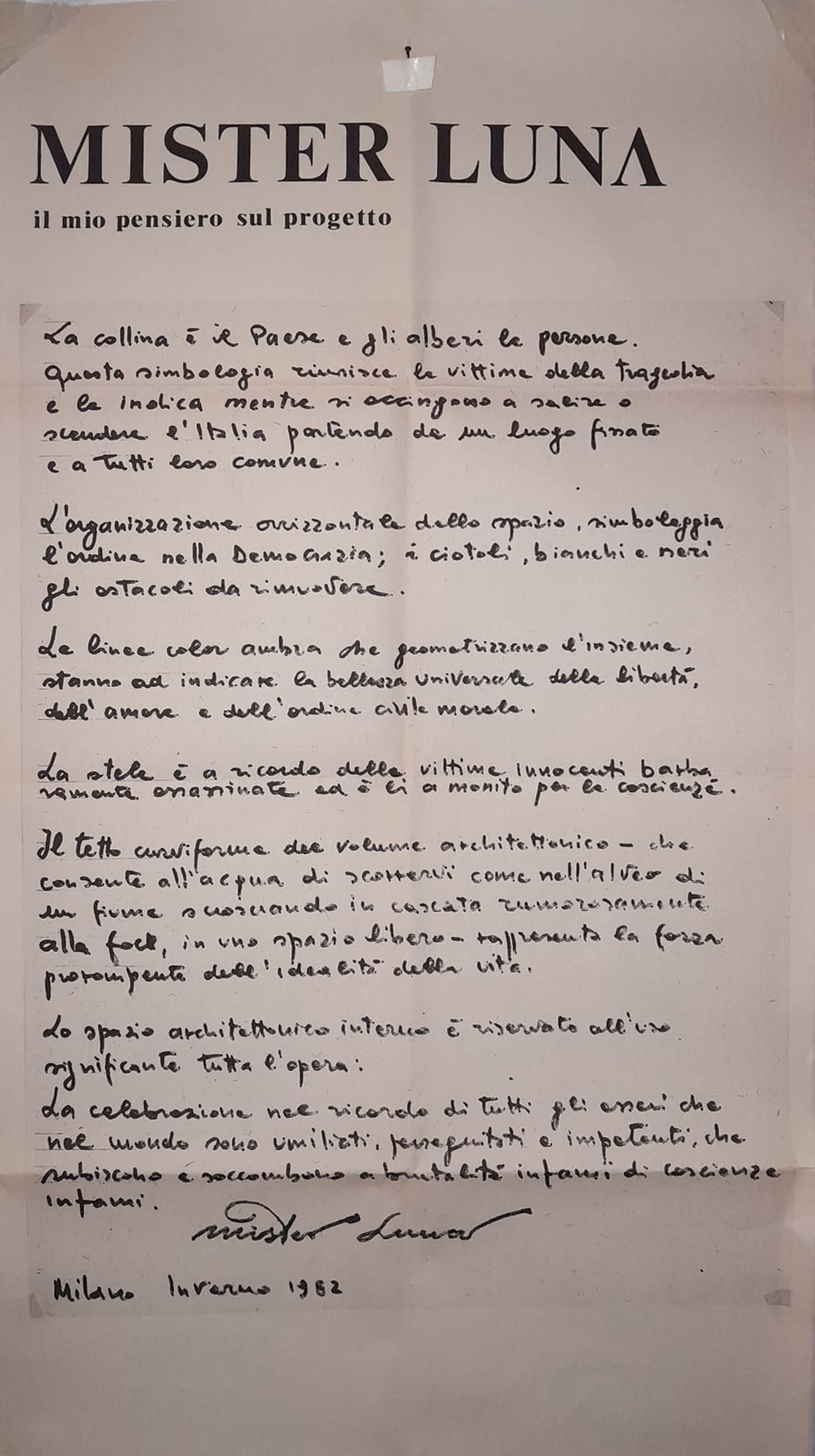
Progetto MEMENTO - Bologna 2 Agosto 1980 di Misterluna e Guttuso